# 136 Austria
136 Austria este un asteroid din centura principală, descoperit pe 18 martie 1874, de Johann Palisa.